# Neotrichoporoides brevicosta
Neotrichoporoides brevicosta är en stekelart som beskrevs av Graham 1987. Neotrichoporoides brevicosta ingår i släktet Neotrichoporoides och familjen finglanssteklar.
Artens utbredningsområde är Spanien. Inga underarter finns listade i Catalogue of Life.